# Algarve
Algarve (od arapskog „al garb“ (الغرب ) zapad) najjužnija je od 5 regija kontinentalnog Portugala. Površina iznosi 4989km² i oko 467 495 stanovnika. Najveći i glavni grad regije je Faro. Južna obala Algarvea jedna je od najljepših i glavnih turističkih odredišta Europe.
Algarve je jedno od najpopularnijih turističkih odredišta Portugala i jedno od najpopularnijih u Europi. Tijekom ljetne sezone broj stanovnika se utrostruči, zahvaljujući godišnjem priljevu od oko 7 milijuna turista.

## Vanjske poveznice
|  | Zajednički poslužitelj ima stranicu o temi Algarve    |
|  | Zajednički poslužitelj ima još gradiva o temi Algarve |

- Algarve na Curlie